# Јосип Цази
Јосип Цази (Чепин, код Осијека, 16. март 1907 — Загреб, 22. новембар 1977) био је публициста, писац, учесник Народноослободилачке борбе, друштвено-политички радник СФР Југославије и СР Хрватске. Цази је био јунак социјалистичког рада.

## Биографија
Јосип Цази рођен је 16. марта 1907. године у Чепину код Осијека. Родитељи су му били сељаци беземљаши, па су као тежаци радили на пустарама велепоседника. Мајка му је умрла 1914. године, а отац стрељан као војни бегунац поткрај рата, па је Цази неко време био у дому за ратну сирочад. Основну школу је похађао у Вуковару од 1914. до 1918. године. Као дванаестогодишњак запослио се у грађевинарству, а затим учи машинбраварски занат у две занатске радионице.
Од септембра 1920. године активан је члан Савеза комунистичке омладине Југославије, али је ускоро затворен и прогнан у Чепин. Вративши се у Вуковар, завршио је занат и радио на оснивању радничког омладинског спортског друштва, те је 1924. године постао тајник Савеза радничке омладине. Године 1925. радио је на пилани у Завидовићима, а затим се запослио у Београду у фабрици „Локомашин“. Прикључио се Независним синдикатима и СКОЈ-у, те је 1926. постао члан Рејонског комитета, а почетком 1927. године секретар Месног и Окружног комитета. Те је године полазио илегални партијски течај у Загребу, где је међу предавачима био Јосип Броз.
Кад је крајем 1927. године откривена илегална штампарија листа „Млади бољшевик“, Цази је осуђен на пет година затвора. Након робије у пожаревачкој казнионици, интерниран је 1933. године у Вуковар, где се запослио у фабрици „Бата“. Основао је партијску ћелију и почео да уређује лист организованих „Батиних“ радника, „Сарадник“, те је почео да се бави и публицистиком. Након трију затварања отпуштен је из фабрике, па је 1934. године отишао у Загреб и постао обласни секретар Савеза прерађивачких радника Хрватске и члан Покрајинског комитета СКОЈ-а за Хрватску. Због активности код „Бате“ био је 1936. године осуђен на 22 месеца робије, коју је издржао у Старој Градишки. После тога је радио у загребачкој фабрици „Вентилатор“, руководио је партијском ћелијом и био секретар обласног одбора Савеза металаца Југославије за Хрватску те члан комисије Агитпропа при Централном комитету Комунистичке партије Хрватске. Године 1940. повукао се у илегалност и руководио оснивањем илегалних синдиката.

### Народноослободилачки рат
Поткрај 1941. године Цази одлази у партизане, у Лику, где је постао руководилац партијског бироа у батаљону „Марко Орешковић“. Године 1942. био је комесар Другог личког партизанског одреда, затим Другог славонског, па руководилац Агитпропа комисије поверенства ЦК КПХ и Обласног комитета за Славонију, те уредник и сарадник партизанских листова.
Године 1942. основао је културно-просветну, а после казалишну дружину „Аугуст Цесарец“, за коју је писао и текстове. Био је већник ЗАВНОХ-а и АВНОЈ-а, те члан Обласног Народноослободилачког одбора за Славонију 1943. године. Године 1945. држао је реферат на оснивачком Конгресу јединствених синдиката у Београду.

### Послератна каријера
Након ослобођења био је први уредник листа „Рад“ 1945. године, те члан редакције „Црвене звезде“ од 1948. до 1950. године.
Обављао је многе дужности: 
- члан Централног одбора Јединствених синдиката
- министар лаке индустрије ФНР Југославије од 1945. до 1948. године
- министар машиноградње НР Хрватске од 1951. до 1952. године
- потпредседник Републичког већа Савеза синдиката Хрватске
- председник Градског синдикалног већа Загреба од 1952. до 1956. године
- председник Републичког већа Савеза синдиката Југославије за Хрватску од 1956. до 1963. године
- заступник у Савезној скупштини и Сабору Хрватске
- судија Уставног суда Југославије од 1963. до 1967. године
- члан Централног комитета СКЈ и Централног комитета СКХ од Другог конгреса СКХ до 1968. године
- члан Савета федерације

Умро је 22. новембра 1977. године у Загребу. Сахрањен је на загребачком гробљу Мирогој.
Носилац је Партизанске споменице 1941., Ордена народног ослобођења, Ордена јунака социјалистичког рада, Ордена Републике са златним венцем и осталих одликовања.

### Рад у публицистици и књижевности
Уз политички рад, Цази се бавио и публицистиком, проучвањем историје радничког покрета и књижевношћу. Политичким и социолошким чланцима јављао се од 1934. године у листовима „Сарадник“, „Глас синдикално организованих радника“, „Слободна мисао“ (Торонто, 1939). За време рата писао је политичке брошуре („Рад политичких комесара“, „Линија КПЈ“, „Ослободилачки рат“ и остало).
После рата објављивао је чланке, говоре, предавања и реферате у дневном и радничком тиску („Рад“, „Борба“, „Лака индустрија“, „Синдикати“, „Глас народа“, „Вјесник“, „Народни лист“, „Информатор“, „Привредни вјесник“, „Глас Славоније“, „Младост“, „Самоуправљање“, „Наше теме“ и др.). Проучавао је историју синдикалног и радничког покрета у Хрватској. Посебно је истакнут његов приказ политичке, организационе, економске и идејно-пропагандистичке делатности Независних синдиката од 1921. до 1929. године.
Цази је писао револуционарне песме, цртице и записе из НОБ-а. Прву песму „Чини што хоћеш“, објавио је у „Гласу омладине“ бр. 2, 1935. године. Циклусе песама „Јарам и окови“ (штампане 1969.. године као „Јарам и тамнице“) објављивао је од 1936. до 1941. године у загребачким публикацијама „Глас омладине“, „Радник“, „Глас“, „Израз“ и „Раднички тједник“. Године 1940. објавио је збирку од десет песама о зидарима пролетерима, који у неимашитини и глади свакодневно траже посао или граде раскошне градове, цркве и палаче богаташима, верујући у победу социјалне револуције („Зидари“).
За НОБ-а објављивао је песме и чланке у листовима „Звијезда“ (Лика, 1942. године) и „Славонски партизан“ (Славонија, 1942. године), које је сам покренуо. Од 1945. до 1961. године објављивао је песме, приповести, сећања и утиске с путовања у публикацијама „Извор“, „Рад“, „Црвена звезда“, „Синдикати“, „Књижевност“, „Лака индустрија“, „Металац“, „Социјалистички фронт“, „Вјесник“, „Глас Славоније“, „Пионир“, „ВУС“, „Бридски лист“, „Глас младих“, „Културни радник“, „Наша дјеца“ и остало.
Књига цртица о почецима револуционарног кретања радничке омладине источне Славоније „Лицем према бури“ преведена је на мађарски, албански, словеначки, македонски, турски језик и остале. Песме су уврштене у зборник револуционарне поезије, „Крилата ријеч“ (1978).